# Gelbstirn-Fruchttaube
Die Gelbstirn-Fruchttaube oder Goldstirn-Fruchttaube (Ptilinopus aurantiifrons) ist eine monotypische Art der Fruchttauben, die ausschließlich auf Neuguinea vorkommt.
Die Bestandssituation der Art wurde 2016 in der Roten Liste gefährdeter Arten der IUCN als „Least Concern (LC)“ = „nicht gefährdet“ eingestuft.

## Erscheinungsbild

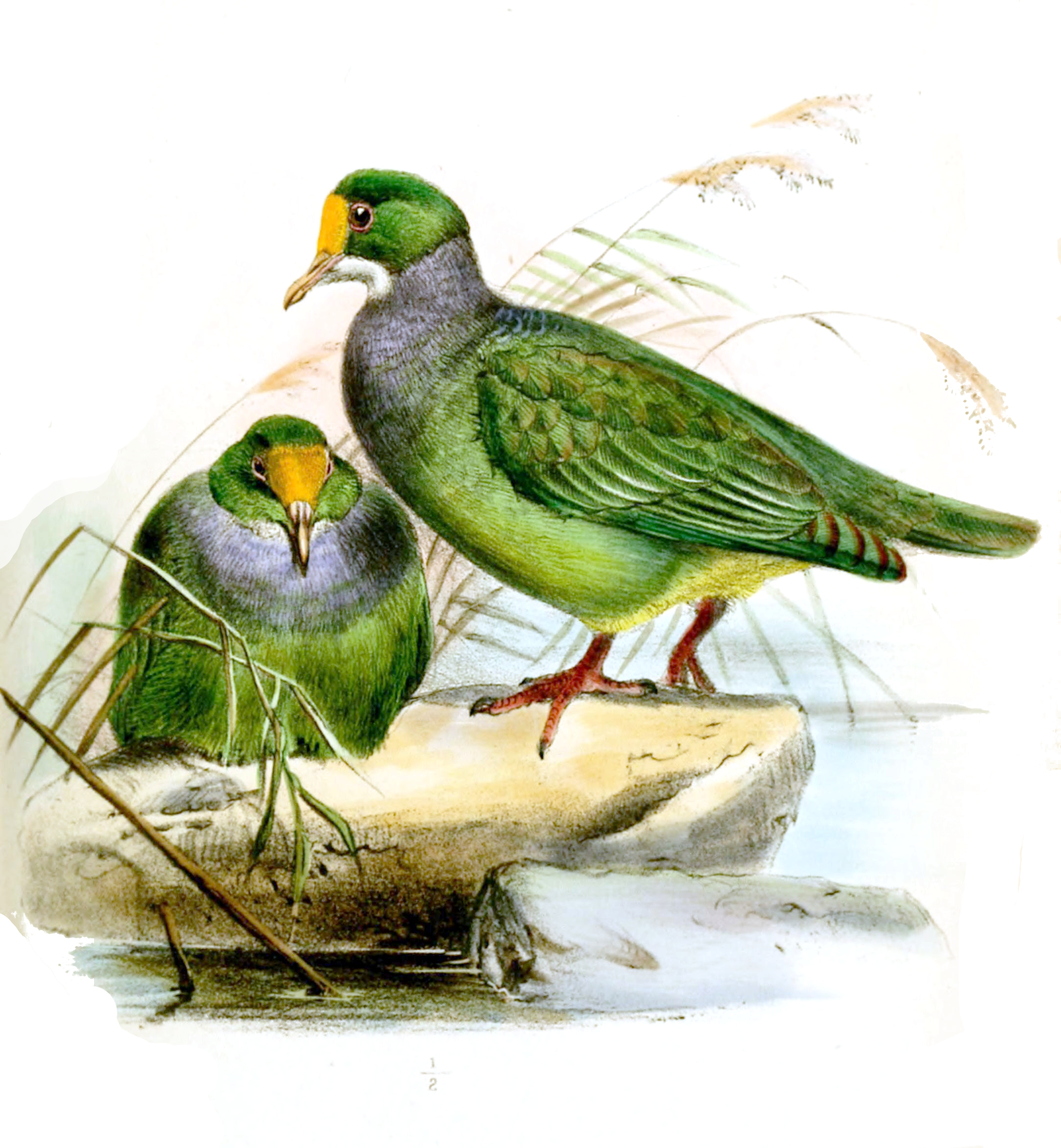
Gelbstirn-Fruchttauben, Illustration

Die Gelbstirn-Fruchttaube erreicht eine Körperlänge von 22,5 Zentimeter. Sie ist damit kleiner als eine Lachtaube. Es gibt keinen auffälligen Sexualdimorphismus. Beim Weibchen ist lediglich die Farbe des Vorderkopfes etwas matter.
Beide Geschlechter der Gelbstirn-Fruchttaube haben am Vorderkopf einen großen gelben Flecken, der sich deutlich von dem ansonsten dunkelgrünen Kopf absetzt. Der Hals ist dunkelgrau, der Mantel ist blassgrau. Die Flügeldecken sind dunkelgrün, wobei zahlreiche Federn einen olivfarbenen Saum aufweisen. Die Arm- und Handschwingen sind dunkelgrün mit einem violetten und türkisfarbenen Schimmer. Der Rücken und die Oberschwanzdecken sind olivfarben, die Steuerfedern sind grün.
Das Kinn und die Kehle sind weiß und gehen in einen dunkel schiefergrauen Vorderhals über. Die Brust und der Bauch sind olivfarben, die Flanken sind etwas grauer, der Bürzel ist etwas heller. Die Unterschwanzdecken sind zitronengelb mit einem dunkelgrünen Fleck auf den Innenfahnen der einzelnen Federn. Die Iris ist rot bis orange mit einem bläulichen inneren Ring.

## Verbreitungsgebiet
Die Gelbstirn-Fruchttaube ist ein Endemit Neuguineas. Sie kommt hier in den Tiefebenen der Hauptinsel vor. Sie besiedelt außerdem einige an Neuguinea angrenzende Inseln wie Aru, Batanta, Papen, Salawati, Sarika und Normanby. In geeigneten Lebensräumen ist sie ein sehr häufiger Vogel.
Sie besiedelt mehr als die meisten Fruchttauben auch offene Regionen und kommt in Mangroven, in Waldgebieten entlang der Küste, in Savannen, auf Agrarflächen mit schütterem Baumbestand, Galeriewald, Sekundärwald und Gärten vor. Im dichten tropischen Regenwald ist sie vergleichsweise selten.

## Lebensweise
Die Gelbstirn-Fruchttaube kommt normalerweise in kleinen Trupps von drei bis sechs Individuen vor. Auf fruchttragenden Bäumen ist sie häufig auch mit anderen Fruchttaubenarten zu beobachten. Ihre Nahrung umfasst überwiegend Früchte, die sie direkt von den Ästen der Bäume pickt. Feigen spielen in ihrer Ernährung eine besonders große Rolle. Der Flug ist schnell und direkt.
Nester der Gelbstirn-Fruchttaube wurden in den Monaten Januar, April, September und November beobachtet. Dies legt nahe, dass ihre Fortpflanzungszeit in die Mitte der Trockenzeit bis zum Beginn der Regenzeit fällt. Das Nest ist eine taubentypisch lose Plattform aus kleinen Ästchen, die in einer Astgabel eines Baums oder einem Dornbusch gebaut wird. Das Nest befindet sich zwischen 2,4 und 4,6 Meter oberhalb des Erdbodens. Das Männchen sammelt das Nestmaterial. Das Gelege besteht aus einem einzelnen Ei.

## Einzelbelege
1. ↑  
Ptilinopus aurantiifrons in der Roten Liste gefährdeter Arten der IUCN 2016.1. Eingestellt von: BirdLife International, 2016. Abgerufen am 3. Oktober 2017.
2. 1 2 3   Gibbs, Barnes und Cox: Pigeons and Doves, S. 475.
3. ↑   Gibbs, Barnes und Cox: Pigeons and Doves, S. 476.